# Josef Toman
Josef Toman (6. dubna 1899 Praha – 27. ledna 1977 Praha) byl český spisovatel, básník a dramatik.

## Životopis
Dětství a mládí (dle pamětní desky léta 1903–1922) prožil v Rožmitále pod Třemšínem.
Po studiu na reálném gymnáziu v Praze a v Rokycanech vystudoval obchodní akademii v Praze (maturita 1918). Krátce pracoval v Živnostenské bance, v letech 1920–1921 pracoval na velvyslanectví v Římě a poté u obchodní firmy v Palermu. Po návratu do Prahy působil v letech 1923–1945 ve Spolku výtvarných umělců Mánes, podílel se na činnosti Československé filmové společnosti a v Klubu moderních spisovatelů Kámen.
Publikoval v řadě novin a časopisů např.: Cesta, Topičův sborník, Literární noviny, Lumír, Lidové noviny, Tvorba, U Blok, Právo lidu, Rudé právo, Národní práce, Panorama, Zemědělské noviny. Byly vytvořeny filmové, divadelní i rozhlasové podoby několika jeho děl.
Dne 8. srpna 1925 se oženil s Miroslavou Tomanovou (1906–1991), která byla také spisovatelka a spoluautorka několika jeho děl.

### Po roce 1945
V letech 1945–1953 pracoval na Ministerstvu  informací a osvěty, zprvu jako přednosta divadelního odboru a od dubna 1948 jako přednosta odboru propagace umění. V roce 1946 podepsal prokomunistické „Májové poselství kulturních pracovníků českému lidu!“ publikované před květnovými volbami do Ústavodárného Národního shromáždění. Tento předvolební manifest komunistů podepsalo celkem 843 kulturních pracovníků a komunisté volby vyhráli. Později podepsal prokomunistickou výzvu Kupředu, zpátky ni krok!, jež byla vydána dne 25. února 1948 pro podporu komunistického převratu. Od léta 1946 byl členem divadelní komise pri Kulturním a propagačním odd. ÚV KSČ. V roce 1953 odešel do invalidního důchodu a věnoval se pouze literatuře.

## Dílo (výběr)
- Slavnost léta (1925)
- Zrání (1926)
- Háj, který voní skořicí (1927)
- Černé slunce (1928)
- David Hron (1929)
- Svět bez oken (1933)
- Člověk odnikud (1933)

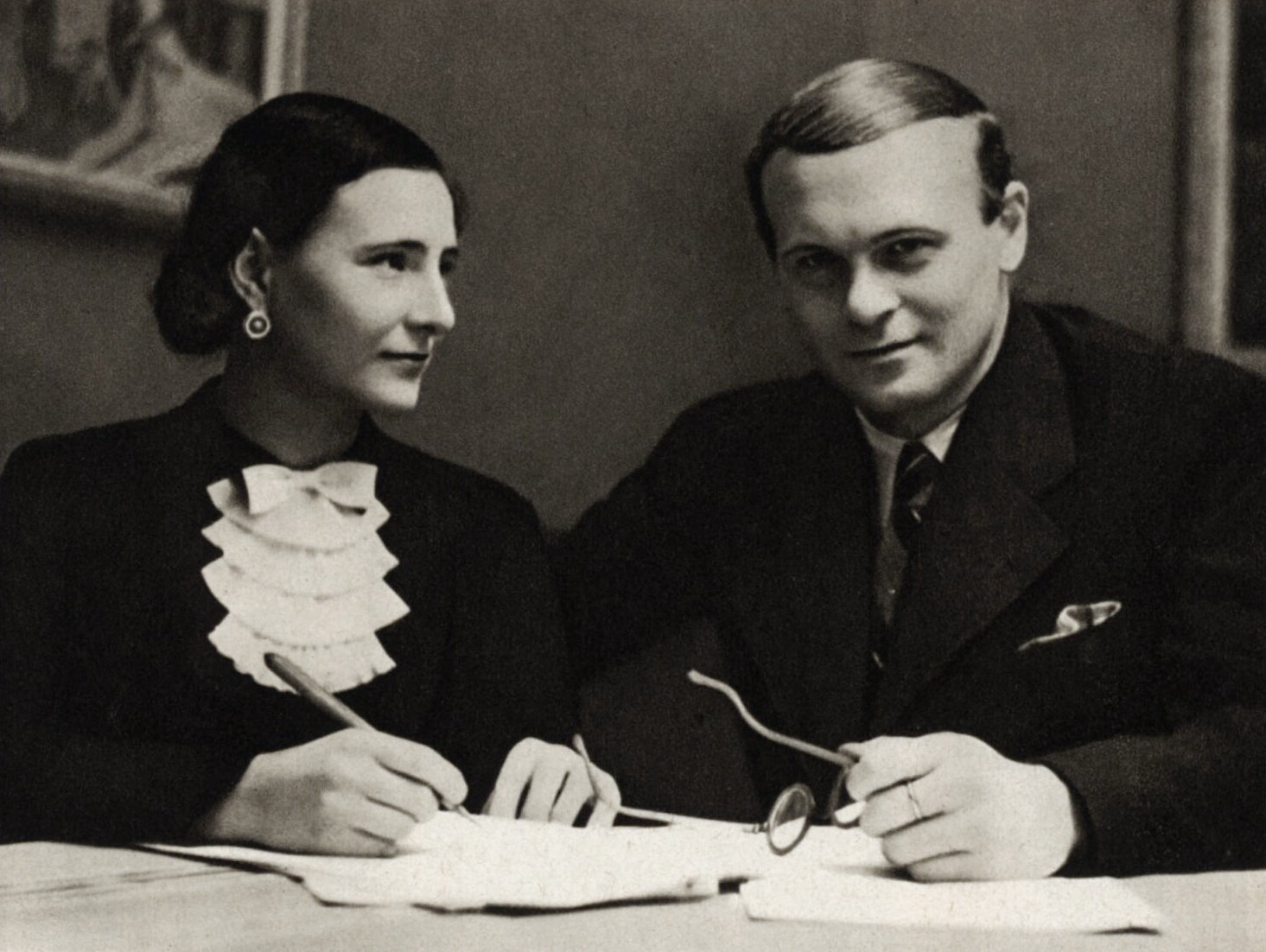
„Josef a Miroslava Tomanovi, autoři nové divadelní hry »Přítelkyně«.“ Snímek z Pestrého týdne z 25.1.1936.

- O nesmělém Kryšpínovi a nedočkavé Kateřině (1934)
- Řeka čaruje (1936)
- Přítelkyně (1936) s manželkou M. Tomanovou
- Člověk odnikud (1937)
- Žába na prameni (1938)
- Vosí hnízdo (1938), přepracováno: Dům z karet, (1956)
- Lidé pod horami (1940), přepracováno (1958)
- Vichřice (1941)
- Don Juan (1944)
- Verše ze zákopů (1946)
- Slovanské nebe (1948), úprava (1962)
- Kde lišky dávají dobrou noc (1957) s manželkou M. Tomanovou
- Italská paleta (1962) s manželkou M. Tomanovou
- Po nás potopa (1963)
- Sokrates (1975)

## V kultuře
- V roce 1980 byla na počest Josefa Tomana a jeho manželky Miroslavy Tomanové, pojmenována Městská knihovna manželů Tomanových v Rožmitále pod Třemšínem.[7]